# عوظف (حديبو)

تعديل مصدري - تعديل

عوظف هي إحدى قرى مديرية حديبو التابعة لمحافظة سقطرى، بلغ تعداد سكانها 101 نسمة حسب تعداد اليمن لعام 2004.